# Moderatoren der Oscarverleihung
Die Moderatoren der Oscarverleihung waren in den Anfangsjahren der Academy Awards häufig die jeweiligen Präsidenten der Academy of Motion Picture Arts and Sciences. Von 1953 bis 1957 gab es neben der Moderation der Zeremonie in Los Angeles auch in New York City eigene Moderatoren aufgrund der Zeitverschiebung. 1958 und 1959 gab es erstmals eine ganze Riege gleichberechtigter Moderatoren für eine Verleihung. Dieses Konzept wurde in den 1970er Jahren nochmals aufgegriffen. Bei den Verleihungen 1969, 1970, 1971 und 1989 gab es keinen offiziellen Moderator. Seit Ende der 1970er Jahre führt zumeist jeweils ein Moderator durch das Programm, nur in einigen wenigen Ausnahmefällen waren es zwei oder mehr.
Unterstützt wird der Hauptmoderator von zahlreichen Laudatoren. In den Darstellerkategorien sind diese im Regelfall die Gewinner des Vorjahres, jeweils beim anderen Geschlecht.
Der bislang häufigste Oscar-Moderator ist der Entertainer Bob Hope, er moderierte die Veranstaltung neunzehn Mal.
Billy Crystal wurde für seine Moderationen in den 1990er Jahren mehrfach mit dem Fernsehpreis Emmy ausgezeichnet.

## Liste der Moderatoren
- 1929: Douglas Fairbanks und William C. de Mille
- April 1930: William C. de Mille
- November 1930: Conrad Nagel
- 1931: Lawrence Grant
- 1932: Conrad Nagel
- 1933: keine Verleihung
- 1934: Will Rogers
- 1935: Irvin S. Cobb
- 1936: Frank Capra
- 1937: George Jessel
- 1938: Bob Burns
- 1939: keiner
- 1940: Bob Hope
- 1941: Bob Hope
- 1942: Bob Hope
- 1943: Bob Hope
- 1944: Jack Benny
- 1945: John Cromwell und Bob Hope
- 1946: Bob Hope und James Stewart
- 1947: Jack Benny
- 1948: Agnes Moorehead und Dick Powell
- 1949: Robert Montgomery
- 1950: Paul Douglas
- 1951: Fred Astaire
- 1952: Danny Kaye
- 1953: Bob Hope (Los Angeles), Conrad Nagel (New York City)
- 1954: Donald O’Connor (LA), Fredric March (NYC)
- 1955: Bob Hope (LA), Thelma Ritter (NYC)
- 1956: Jerry Lewis (LA),  Joseph L. Mankiewicz und  Claudette Colbert (NYC)
- 1957: Jerry Lewis (LA),   Celeste Holm (NYC)
- 1958: Bob Hope, Jack Lemmon, David Niven, Rosalind Russell, James Stewart
- 1959: Bob Hope, Jerry Lewis, David Niven, Sir Laurence Olivier, Tony Randall, Mort Sahl
- 1960: Bob Hope
- 1961: Bob Hope
- 1962: Bob Hope
- 1963: Frank Sinatra
- 1964: Jack Lemmon
- 1965: Bob Hope
- 1966: Bob Hope
- 1967: Bob Hope
- 1968: Bob Hope
- 1969: keiner
- 1970: keiner
- 1971: keiner
- 1972: Helen Hayes, Alan King, Sammy Davis Jr., Jack Lemmon
- 1973: Carol Burnett, Michael Caine, Charlton Heston, Rock Hudson
- 1974: John Huston, Diana Ross, Burt Reynolds, David Niven
- 1975: Sammy Davis Jr., Bob Hope, Shirley MacLaine, Frank Sinatra
- 1976: Walter Matthau, Robert Shaw, George Segal, Goldie Hawn, Gene Kelly
- 1977: Richard Pryor, Jane Fonda, Ellen Burstyn, Warren Beatty
- 1978: Bob Hope
- 1979: Johnny Carson
- 1980: Johnny Carson
- 1981: Johnny Carson
- 1982: Johnny Carson
- 1983: Liza Minnelli, Dudley Moore, Richard Pryor, Walter Matthau
- 1984: Johnny Carson
- 1985: Jack Lemmon
- 1986: Alan Alda, Jane Fonda, Robin Williams
- 1987: Chevy Chase, Goldie Hawn, Paul Hogan
- 1988: Chevy Chase
- 1989: keiner
- 1990: Billy Crystal
- 1991: Billy Crystal
- 1992: Billy Crystal
- 1993: Billy Crystal
- 1994: Whoopi Goldberg
- 1995: David Letterman
- 1996: Whoopi Goldberg
- 1997: Billy Crystal
- 1998: Billy Crystal
- 1999: Whoopi Goldberg
- 2000: Billy Crystal
- 2001: Steve Martin
- 2002: Whoopi Goldberg
- 2003: Steve Martin
- 2004: Billy Crystal
- 2005: Chris Rock
- 2006: Jon Stewart
- 2007: Ellen DeGeneres
- 2008: Jon Stewart
- 2009: Hugh Jackman
- 2010: Alec Baldwin und Steve Martin
- 2011: James Franco und Anne Hathaway
- 2012: Billy Crystal
- 2013: Seth MacFarlane
- 2014: Ellen DeGeneres
- 2015: Neil Patrick Harris
- 2016: Chris Rock
- 2017: Jimmy Kimmel
- 2018: Jimmy Kimmel
- 2019: keiner
- 2020: keiner
- 2021: keiner
- 2022: Regina Hall, Amy Schumer, Wanda Sykes
- 2023: Jimmy Kimmel
- 2024: Jimmy Kimmel
- 2025: Conan O'Brien